# التباس

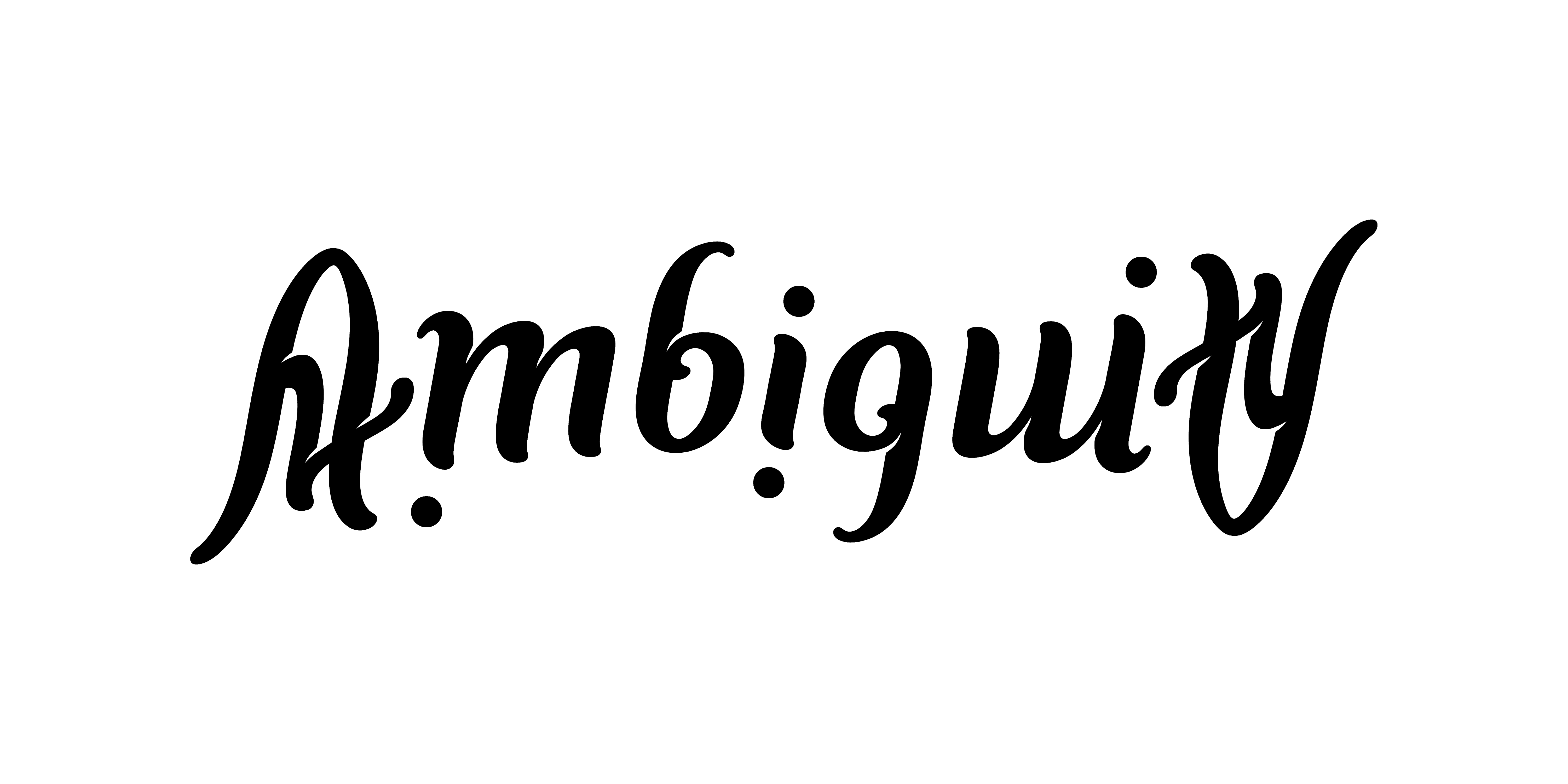
Ambiguity الالتباس في فهم المصطلح أو تعريف الجملة

الالتباس(مرادفات) نوعٌ من خلل المعنى يجعل من الصعب تعريف المصطلح أو العبارة أو الجملة، ما يجعل أكثر من تفسيرٍ واحدٍ مقبولاً ظاهرياً. والوجه الأعمّ من الالتباس هو الارتياب. وهكذا فهو صفةٌ لأي فكرة أو عبارة لا يمكن فهم معناها المقصود ولا تفكيكه وفقاً لقانون أو عملية تتبع عدداً محدداً من الخطوات.
يُقارن مفهوم الالتباس عادةً بمفهوم الغموض. في حالة الالتباس، تُقبل بعض التفسيرات المحددة والبارزة (رغم أن بعضها لا يكون ظاهراً للوهلة الأولى)، في حين أنّه من الصعب في حالة المعلومات الغامضة أن يُتوصّل إلى أيّ تفسيرٍ بدرجة مرغوبة من التحديد.
يمكن أن يؤدّي السياق دوراً مهماً في حلّ الالتباس. على سبيل المثال، قد تكون المعلومة ملتبسة الفَهم في سياقٍ معيّن، ولكنها مفهومةً في سياقٍ آخر.

## الأسماء
مرادفات: ذكرت المراجع المختلفة المقابلات العربي التالية للمصطلح (Ambiguity): الالتباس أو اللَّبْس أو الإبهام أو الغموض أو تعدد التفسيرات أو الإشكال

## الأشكال اللغويّة
عادةً ما تُعقد المقارنة بين الالتباس اللغوي والالتباس الدلالي (السيمانطيقي). يمثّل الأول وجود خيارٍ بين عدد محدود من التفسيرات ذات المعنى والمعتمدة على السياق. بينما يمثّل الالتباس الدلالي الخيار بين أي عددٍ من التفسيرات المحتملة، والتي لا يوجد لأيّ منها معنى معياري متّفق عليه. يرتبط هذا النوع من الالتباس بشكل وثيق بالغموض.
قد يمثّل الالتباس اللغوي مشكلةً في القانون، إذ يكتسب تفسير الوثائق المكتوبة والاتفاقيات الشفوية درجة قصوى من الأهمية.

### الالتباس المعجمي
يتعلق الالتباس المعجمي (المفرداتي) لأي كلمة أو عبارة بكونها تحمل أكثر من معنى في اللغة التي تنتمي إليها الكلمة. تُشير كلمة «المعنى» هنا إلى أي تعريف يجب أن يذكره المعجم الجيّد. على سبيل المثال، فكلمة bank في اللغة الإنجليزية لها عدة تعريفات معجمية محددة منها «المصرف» و«ضفة النهر».
في الحالة العادية، يوضّح السياق الذي تُستخدم فيه الكلمة الملتبسة أيّ المعاني هو المقصود. لكن لا تقدم بعض السياقات اللغوية معلوماتٍ وافيةً تفيد في إزالة الالتباس عن الكلمة المستخدمة.
يمكن التصدي للالتباس المعجمي من خلال المناهج الخوارزمية التي تزاوج بين المعاني المناسبة للكلمة في السياق.
يُوجِب استخدام الكلمات التي تحمل أكثر من معنى على الكاتب أو المتكلّم أن يوضّح السياق الذي يستخدمه، وفي بعض الأحيان عليه أن يوضّح المعنى الذي يريده (وفي هذه الحالة، كان عليه أن يستخدم مصطلحاً أقلّ التباساً). يكون هدف التواصل الواضح المُوجَز ألّا يواجه المتلقّون مساوئ الفهم بخصوص الرسالة المطلوب إيصالها لهم. يُستثنى من ذلك السياسيّون الذين يراوغون في كلماتهم ومصطلحاتهم ليحوزوا على تأييد ناخبين من عدّة دوائر انتخابية لديها رغبات متعارضة ويريدون من مرشّحهم إنفاذها.
يُعتبر الالتباس في المعاني أداةً فعّالة في العلوم السياسية.

### الالتباس الدلالي والالتباس النحوي (التركيبي)
يقع الالتباس الدلالي عند انتزاع كلمةٍ أو عبارة أو جملة من سياقها الأصلي فتحملُ أكثر من تفسير.
يقع الالتباس النحوي عندما يكون للجملة الواحدة أكثر من معنى بسبب هيكلية الجملة (تركيبها). يحصل هذا بسبب وجود عبارةٍ ظرفيّة، مثلاً.
في اللغات المحكيّة، يحصل الكثير من الالتباس والإبهام بسبب اللفظ، ووجود أكثر من طريقة لترتيب الأصوات داخل الكلمات.
يجدر بالذكر أنه مِن أساليب الكناية أن يُشار إلى كيانٍ باسم كيانٍ آخر ينوب عنه (مثلاً، وول ستريت تعني سوق البورصة الواقع في ذلك الشارع، أو قطاع الاقتصاد الأمريكي ككلّ).
باستخدام مصطلحات السيميوطيقيا المعاصرة، يمكننا القول إنّ الكناية عبارةٌ عن وظيفةٍ أو عمليّة تشمل أي تبديل للكلمة قد يكتنفه الغموض في حال استخدامه في حالة القُرب السياقي (كون الكلمة قريبةً من الكلمة التي تنوب عنها).

## الفلسفة
يُمضي الفلاسفة (وغيرهم من العاملين بالمنطق) وقتاً طويلاً ويبذلون جهوداً جبارةً بحثاً عن الالتباس وإزالته (أو إضافته عمداً) في المحاججات لأنه قد يؤدي إلى نتائج غير صحيحة، وقد يُوظّف ليُخفي المحاججات الفاسدة.
على سبيل المثال، عندما يصرّح السياسي: «أنا أعارض الضرائب المعيقة للنموّ الاقتصادي» فهذا مثال صارخ على التعميم. فقد يفهم بعض السامعين أنّ السياسي أعلاه يعارض جميع الضرائب لاعتقاده أنّها تعيق النمو الاقتصادي، بينما قد يظن بعضهم الآخر أن معارضة السياسي تقتصر على تلك الضرائب المعيقة للنمو الاقتصادي. في الكتابة، يمكن تلافي الالتباس الحاصل بعدة طرق، كأن يُكتب: «أنا أعارض الضرائب لأنها تعيق النموّ الاقتصادي»، وهذا هو ما فهمه القسم الأول من المستمعين.
أو «أنا أعارض الضرائب التي تعيق النموّ الاقتصادي» وهذه العبارة تنقل ما فهمه القسم الثاني من المستمعين.
يأمل السياسي المكّار أنّ كلّ ناخبٍ سيفهم عبارته بالطريقة التي يفضّلها، فيظنّ الناخب أنّ السياسي في صفّه ويؤيّد مطالبه.
على كل حال، قد يأتي سياسي آخر منافس للسياسي السابق، ويقلب الطاولة بتوظيفه للعبارة المُلتبسة لصالحه.
يجدر بالذكر أنّ المغالطات المنطقية بأنواعها المختلفة تعتمد بشكل كبيرعلى الكلمات والعبارات الغامضة.
في الفلسفة القارية (وخصوصاً في الفينومينولوجيا/ الظاهراتيّة والوجودية)، ثمة تسامح واسع النطاق لاستخدام الالتباس ويُنظر إليه على أنه جزءٌ جوهري من الحالة الإنسانية. جادل مارتين هايدجر بأن العلاقة بين الذات والموضوع ملتبسة، كما هو عليه الحال في العلاقة بين العقل والجسم، والجزء والكل.
في فلسفة هايدجر الفينومينولوجية، يوجد الدازين (الوجود أو الكينونة) في عالمٍ ذي معنى، ولكن توجد كذلك دوماً أسس تستند إليها كل حالات المعنى. بناءً على ذلك، رغم أن بعض الأشياء قد تكون موثوقةً، ولكنها تبقى ضعيفة الصِلة بإحساس الدازين بالعطف وقلقه الوجودي، في مواجهة الموت مثلاً.
يتابع جان بول سارتر هايدجر في تعريفه الجوهر البشري على أنه غامض، أو مرتبط بشكل أساسي بالغموض.
بناءً على ما قدّمه هايدجر وسارتر، حاولت سيمون دي بوفوار أن تؤسس علمَ أخلاقٍ في كتابها (أخلاقيات الغموض)، الذي تشدّد فيه على الحاجة للتعامل مع الغموض:
«طوال الأزمنة التي فكّر بها الفلاسفة والرجال، حاولوا جميعاً إخفاء الغموض. وكانت الأخلاقيات التي اقترحوها لتابعيهم تصبّ جميعها في نفس الاتجاه. لم يكن الأمر سوى محاولةٍ لإزالة الالتباس من خلال جعل مَخْبَر المرء أو مظهره نقيّاً، وذلك بالفرار من مواجهة العالم المنطقي أو بالانجرار مع تياره، بالرضوخ لفكرة الأبديّة أو بسجن المرء نفسه في اللحظة الراهنة».
لا يمكن للأخلاق أن تُبنى على اليقينية السلطوية التي تقدّمها الرياضيات والمنطق، أو تلك التي تأتي مباشرةً من النتائج الإمبريقية للعلم. تُصرّح بوفوار: «بما أننا نخفق في الهروب من الحقيقة، ينبغي علينا إذن مواجهتها. يجدر بنا ألّا نفترض مسبقاً أي يقينٍ بخصوص غموضنا الأساسي. علينا أن نستقي القوّة للمضي قدماً في هذه الحياة وتعقّلنا السلوكي من المعرفة الدقيقة بالظروف الحقيقية لحياتنا».
يفيد غيرهم من الفلاسفة القاريين بأن بعض المفاهيم كالحياة والطبيعة والجنس جميعها ملتبسة وغامضة.
يحاجج كوري آنطون بأننا لا نستطيع التأكد من ماهية الأشياء المنفصلة عن بعضها أو المتصلة ببعضها: فاللغة -بالنسبة له- تفرض التقسيم على ما لا يقبل القسمة في الواقع. كما يحاجج آنطون أنّ الرغبة البشرية في إزالة الغموض عن العالم والوجود بشكلٍ قاطع قد أدّت إلى ظهور الآيديولوجيات المتنافرة وسبّبت أحداثاً تاريخية مؤسفة كالمذابح. بناءً على ذلك، يتابع آنطون، يجب على علم الأخلاق أن يركّز على دمج الديالكتيكي المتناقضات وموازنة التعارُض والتوتر القائم، بدلاً من السعي وراء الحقائق واليقين المطلق من غير إعمال الفِكر. ومثل الفلاسفة الوجوديين والظاهراتيين، يرى آنطون أن الغموض في الحياة هو نقطة انطلاق الإبداع والابتكار.